# Laâyoune-Boujdour-Sakia el Hamra
Laâyoune-Boujdour-Sakia El Hamra est une ancienne région marocaine, l'une des seize régions du Maroc avant le découpage territorial de 2015. 
La nouvelle région de Laâyoune-Sakia El Hamra englobe l'ancienne région de Laâyoune-Boujdour-Sakia El Hamra et y adjoint la province de Es-Semara, de l'ancienne région de Oued Ed-Dahab-Lagouira.
Son chef-lieu reste Laâyoune.

## Géographie
Située en majeure partie sur le territoire contesté du Sahara occidental dans le Sud marocain, la région était limitée au sud par la région d'Oued Ed-Dahab-Lagouira, au nord par la région de Guelmim-Es Smara, à l'est par la Mauritanie et à l'ouest par l'océan Atlantique.
Elle abritait 301 744 habitants  sur une superficie totale de 139 480 km2, soit 19,62 % de la superficie nationale, sur trois provinces :
- la province de Boujdour ;
- la province de Lâayoune ;
- la province de Tarfaya.